# Cantone di Gignac
Il Cantone di Gignac è una divisione amministrativa dell'arrondissement di Lodève, all'interno del dipartimento dell'Hérault.
A seguito della riforma approvata con decreto del 26 febbraio 2014, che ha avuto attuazione dopo le elezioni dipartimentali del 2015, è passato da 21 a 28 comuni.

## Composizione
I 21 comuni facenti parte prima della riforma del 2014 erano:
- Arboras
- Aumelas
- Bélarga
- Campagnan
- Gignac
- Jonquières
- Lagamas
- Le Pouget
- Montpeyroux
- Plaissan
- Popian
- Pouzols
- Puilacher
- Saint-André-de-Sangonis
- Saint-Bauzille-de-la-Sylve
- Saint-Guiraud
- Saint-Jean-de-Fos
- Saint-Pargoire
- Saint-Saturnin-de-Lucian
- Tressan
- Vendémian

Dal 2015 i comuni appartenenti al cantone sono i seguenti 28:
- Aniane
- Arboras
- Argelliers
- Aumelas
- Bélarga
- La Boissière
- Campagnan
- Gignac
- Jonquières
- Lagamas
- Montarnaud
- Montpeyroux
- Plaissan
- Popian
- Le Pouget
- Pouzols
- Puéchabon
- Puilacher
- Saint-André-de-Sangonis
- Saint-Bauzille-de-la-Sylve
- Saint-Guilhem-le-Désert
- Saint-Guiraud
- Saint-Jean-de-Fos
- Saint-Pargoire
- Saint-Paul-et-Valmalle
- Saint-Saturnin-de-Lucian
- Tressan
- Vendémian